# Hemiberlesia neodiffinis
Hemiberlesia neodiffinis är en insektsart som beskrevs av Miller och Davidson 1998. Hemiberlesia neodiffinis ingår i släktet Hemiberlesia och familjen pansarsköldlöss. Inga underarter finns listade i Catalogue of Life.